# سونيا بورغ
سونيا بورغ (بالإنجليزية: Sonia Borg؛ بالألمانية: Sonia Borg) هي كاتبة سيناريو أسترالية ونمساوية، ولدت في 20 فبراير 1931 في فيينا في النمسا، وتوفيت في 4 فبراير 2016 في Apollo Bay ‏ في أستراليا.

## وصلات خارجية
- سونيا بورغ على موقع IMDb (الإنجليزية)
- سونيا بورغ على موقع ألو سيني (الفرنسية)
- سونيا بورغ على موقع أول موفي (الإنجليزية)
- سونيا بورغ على موقع قاعدة بيانات الأفلام السويدية (السويدية)
- سونيا بورغ على موقع قاعدة بيانات الفيلم (الإنجليزية)
- سونيا بورغ على موقع كينوبويسك (الروسية)